# Сарајевски Озрен
Озрен, познат и као Сарајевски Озрен, планина је у источном дијелу Федерације Босне и Херцеговине. Налази се сјеверноисточно од Сарајева и административно припада Кантону Сарајево.
Планину одликују мјешовите и четинарске шуме. Обилује водотоцима и изворима. Крајолик је брежуљкаст. Због крајолика и добро уређених планинских стаза, Озрен је једно од најпосјећенијих сарајевских излетишта. Највиши врх планине је Буковик са 1534 м, а други највиши је Црепољско са 1524 м. На југозападном дијелу планине се налази водопад Скакавац, сјеверноисточно од врха Буковик.